# Sara Kolaková
Sara Kolaková (* 22. června 1995) je chorvatská atletka, olympijská vítězka v hodu oštěpem z roku 2016.

## Sportovní kariéra
Při svém prvním startu mezi dospělými v roce 2014 na evropském šampionátu skončila v soutěži oštěpařek v kvalifikaci jednadvacátá. Nejúspěšnější sezónou se pro ni stal rok 2016 - na mistrovství Evropy vybojovala v soutěži oštěpařek bronzovou medaili a v Rio de Janeiru se stala v této disciplíně olympijskou vítězkou v osobním rekordu 66,18 m. Tento osobní rekord si vylepšila 6. července 2017 na 68,43 m. K červenci 2017 jde o sedmý nejlepší výkon v historii.
Na světovém šampionátu v Londýně o měsíc později skončila v soutěži oštěpařek čtvrtá. Po mistrovství světa se zranila, celou sezónu 2018 věnovala doléčení a rehabilitaci.